# اس‌ای‌اس اس.آ.
اس‌ای‌اس اس.آ. (به انگلیسی: SES S.A.) شرکت مخابرات لوکزامبورگی است، که به‌عنوان دومین اپراتور ماهواره‌های مخابراتی در جهان شناخته می‌شود.
ناوگان این شرکت، از ۵۲ ماهواره ثابت تشکیل شده‌است، که در عمل، ۹۹٪ درصد از مناطق روی زمین را، پوشش می‌دهد. شرکت اس‌ای‌اس خدمات ماهواره‌ای خود را به سازمانهای دولتی، کانال‌های تلویزیونی، ایستگاه‌های رادیویی و همچنین به مخاطبان خصوصی در سراسر جهان ارائه می‌دهد.
در پایان سال مالی ۲۰۱۱ این شرکت، وظیفه مخابره بیش‌از ۵٬۲۰۰ کانال تلویزیونی و ۱٫۰۰۰ ایستگاه رادیویی را از طریق ۴۴ ماهواره ارتباطاتی در سراسر جهان بر عهده داشت. در سال ۲۰۱۲ شمار مشترکین این شرکت، بیش از ۲۷۶ میلیون مشترک اعلام شد.